# آگاتا تمام مدت (مینی‌سریال)
آگاتا تمام مدت (به انگلیسی: Agatha All Along) مجموعه تلویزیونی آمریکایی است که بر اساس شخصیت آگاتا هارکنس از مارول کامیکس ساخته‌شده و اسپین‌آفی از مجموعه وانداویژن (۲۰۲۱) می‌باشد. این مجموعه توسط جک شفر برای سرویس استریم دیزنی پلاس ساخته شده است و یازدهمین مجموعهٔ تلویزیونی از دنیای سینمایی مارول (اختصاری MCU) محسوب می‌شود که توسط مارول استودیوز ساخته شده است و داستان آن با فیلم‌های این فرنچایز مرتبط است. شفر به عنوان شورانر و کارگردان اصلی سریال فعالیت می‌کند.
در سریال آگاتا تمام مدت، کاترین هان نقش خود یعنی آگاتا هارکنس از وانداویژن را تکرار می‌کند و جو لاک، دبرا جو روپ، آبری پلازا، ساشیر زاماتا، الی آن، اوکوی اوکپوکواسیلی، پتی لوپن، ماریا دیزیا، پل آدلستین، و مایلز گوتیرز-رایلی نیز در دیگر نقش‌های اصلی حضور دارد. توسعه سریال تا اکتبر ۲۰۲۱ با پیوستن شفر و هان آغاز شده بود و ماه بعد به‌طور رسمی اعلام شد. این سریال در ژوئیه ۲۰۲۲ با عنوان آگاتا: محفل آشوب با همراهی شفر، گانجا مونتیرو و ریچل گلدبرگ به عنوان کارگردانان برای اوایل سال ۲۰۲۳ معرفی شد. تعدادی از بازیگران دیگر از وانداویژن نیز دوباره نقش خود را در تکرار می‌کنند. فیلمبرداری از اواسط ژانویه ۲۰۲۳ در تریلیث استودیوز در آتلانتا، جورجیا آغاز شد و تا اواخر آوریل همان سال ادامه خواهد داشت. نام سریال در مارس ۲۰۲۴ تغییر کرد و عنوان محفل آشوب از نام آن برداشته شد.
دو قسمت آگاتا تمام مدت نخستین بار در ۱۸ سپتامبر ۲۰۲۴ در دیزنی پلاس نمایش داده شد و شامل ۹ قسمت تا ۳۰ اکتبر بود. این مجموعه بخشی از فاز پنجم دنیای سینمایی مارول محسوب می‌شود.

## بازیگران و شخصیت‌ها
- کاترین هان در نقش آگاتا هارکنس: جادوگری قدرتمند که در دنیای خیالی از سیتکامِ وانداویژن خود را به عنوان «اگنس»، «همسایه فضول» واندا ماکسیموف و ویژن درآورده بود.[۱][۲]
- جو لاک در نقش Teen، ویلیام کپلان، بیلی مکسیموف: پسری که روح بیلی مکسیموف خود را وارد کالبد بی‌جان او می‌کند.[۳]
- دبرا جو روپ در نقش شارون دیویس: ساکن وست ویو، نیوجرسی که نقش «خانم هارت» در وانداویژن را ایفا کرده بود.[۴][۵]
- آبری پلازا در نقش ریو ویدال، لیدی دث[۶]
- ساشیر زاماتا در نقش جنیفر کیل[۷]
- الی آن در نقش آلیس وو-گالیور
- اوکوی اوکپوکواسیلی[۸]
- پتی لوپن در نقش لیلیا کالدرو[۹]
- ماریا دیزیا در نقش ربکا کپلان[۱۰]
- پل آدلستین در نقش جف کپلان
- مایلز گوتیرز-رایلی
- کیت فوربس در نقش ایوانورا هارکنس

بازیگرانی که نقش‌های خود را به عنوان ساکنان «وست ویو» تکرار می‌کنند شامل، اما کالفیلد در نقش سارا پراکتور، که نقش «داتی جونز» را در وانداویژن بازی کرده بود، دیوید پیتون در نقش جان کالینز / «هرب»، دیوید لنگل در نقش همسر سارا، هارولد پروکتور / «فیل جونز»، آصف علی در نقش ابیلاش تاندون / «نورم»، و آموس گلیک در نقش دنیس، یک تحویل‌دهنده پیتزا، می‌باشند. همچنین کیت فوربس در نقش ایوانورا هارکنس، مادر آگاتا، و برایان برایتمن در نقش کلانتر ایست ویو، نقش‌های خود را از وانداویژن دوباره ایفا می‌کنند.

## قسمت‌ها
| شم. | عنوان                                                  | کارگردان      | نویسنده                    | تاریخ پخش اصلی  |
| --- | ------------------------------------------------------ | ------------- | -------------------------- | --------------- |
| ۱ | «در جست‌وجوی جاده باش»                                  | جک شفر        | جک شفر                     | ۱۸ سپتامبر ۲۰۲۴ |
| مدتی بعد از وقایع سریال وانداویژن، آگاتا تحت تأثیر طلسمی که واندا بر روی او اجرا کرده بود، خود را افسر پلیسی می‌بیند که درگیر حل پرونده قتل جوانی از ساکنان وست ویو است. در حل این پرونده مجبور به همکاری با افسر فدرال به نام ویدال (با بازی آبری پلازا) که با او خصومتی قدیمی دارد می‌شود. در شب اول پس از یافتن جنازه، اگنس و ویدال در خانه اگنس در حال گفت‌وگو دربارهٔ قتل جوان هستند که با شنیده شدن صدایی از طبقه بالایی خانه، آن‌ها متوجه می‌شوند شخصی وارد خانه شده. اگنس وارد اتاق پسر مرده‌اش (که نیکولاس اسکرچ نام دارد) می‌شود که پسر نوجوانی را در حال دزدیدن سنجاق سینه "دوشیزه، مادر، پیرزن" ِیافته شده در صحنه جرم می‌بیند. پسرک (در نقش Teen با بازی جو لاک) فرار می‌کند و اگنس هم او را تعقیب می‌کند. اگنس، تین را دستگیر کرده و در خانه اش مشغول بازجویی در مورد پرونده قتل از اوست. عکس‌هایی از صحنه جرم به تین نشان می‌دهد و او می‌گوید که این‌ها عکس‌های باغ گل هستند؛ نه جنازه! تین شروع به خواندن وردی می‌کند که آثار طلسم واندا را از روی آگاتا برمی‌دارد. آگاتا که گیج شده به سراغ جنازه می‌رود و روی برگه یادداشت کنار جنازه عبارت "W.Maximoff" (مخفف: Wanda Maximoff) ظاهر می‌شود. لحظه ای بعد ویدال وارد سردخانه شده و خاطرات پیش از طلسم را برای آگاتا می‌گوید و بعد طلسم واندا از بین می‌رود. آگاتا که همه چیز را به یاد آورده صبح روز بعد از همسایه رو به رویی‌اش دربارهٔ واندا و رفتار خودش در زمان اخیر می‌پرسد. ویدال که حالا جادوگر شده به آگاتا حمله می‌کند و بازگشت هفت جادوگر سیلم (در واقع فرزندان اعضای محفل آگاتا که آن‌ها را کشت) را هشدار می‌دهد. تین از آگاتا می‌خواهد در ورود به جاده جادوگران کمکش کند و او هم برای بازگرداندن قدرتش موافقت می‌کند. |                                                        |               |                            |                 |
| ۲ | «ای دایرهٔ دوختهٔ تقدیر و قضا / دروازهٔ پنهانی‌ات رو بگشا» | جک شفر        | لورا دانی                  | ۱۸ سپتامبر ۲۰۲۴ |
| ۳ | «پس از عبور از فرسنگ‌ها آزمون و دشواری»                 | ریچل گلدبرگ   | کامرون اسکوایرز            | ۲۵ سپتامبر ۲۰۲۴ |
| ۴ | «اگر بهت دسترسی ندارم / بذار آهنگم بهت یاد بده»        | ریچل گلدبرگ   | جوانا سرکیس                | ۲ اکتبر ۲۰۲۴    |
| ۵ | «در تاریک‌ترین لحظات / قدرتت رو پیدا کن»                | ریچل گلدبرگ   | لورا مونتی                 | ۹ اکتبر ۲۰۲۴    |
| ۶ | «ندیمه‌ات در کنار توست»                                 | گانجا مونتیرو | جیسون روستوفسکی            | ۱۶ اکتبر ۲۰۲۴   |
| ۷ | «مرگ را در دستم می‌گیرم»                                | جک شفر        | جیا کینگ و کامرون اسکوایرز | ۲۳ اکتبر ۲۰۲۴   |
| ۸ | «دنبالم بیا دوست من / تا در نهایت به افتخار برسی»      | گانجا مونتیرو | پیتر کامرون                | ۳۰ اکتبر ۲۰۲۴   |
| ۹ | «دوشیزه، مادر، پیرزن»                                  | گانجا مونتیرو | جک شفر و لورا دانی         | ۳۰ اکتبر ۲۰۲۴   |

## انتشار
آگاتا تمام مدت نخستین بار در ۱۸ سپتامبر ۲۰۲۴، در دیزنی پلاس منتشر شد و شامل ۹ قسمت است. در فوریه ۲۰۲۳، در میان استودیوهای دیزنی و مارول که در حال ارزیابی مجدد خروجی محتوای خود بودند، اعتقاد بر این بود که تهاجم مخفی و فصل دوم لوکی تنها «موارد مطمئن» بودند که برای اولین بار در سال ۲۰۲۳ پخش می‌شوند. این مجموعه بخشی از فاز پنجم دنیای سینمایی مارول است.

## بازخورد
این مجموعه در وبگاه گردآوری نقد راتن تومیتوز بر اساس نظر ۱۹۳ منتقد، امتیاز ۸۳٪ با میانگین نمرهٔ ۷٫۲۰/۱۰ را کسب کرده است. این مجموعه در متاکریتیک، که از میانگین وزنی استفاده می‌کند، بر اساس نظر ۳۲ منتقد امتیاز ۶۶ از ۱۰۰ را کسب کرده که نشان‌گر واکنش‌های «عموماً مطلوب» است.